# Langdon Jones
Langdon Jones (geboren 1942 in Dover) ist ein britischer Science-Fiction-Autor und -Herausgeber. Seine Arbeit ist eng verbunden mit der New Wave der britischen SF und der Zeitschrift New Worlds.
Jones Kurzgeschichten erschienen sämtlich in New Worlds und außer als Beiträger wirkte er dort in mehreren Funktionen, zeitweise auch als Herausgeber.
Die Kurzgeschichten, die nach Jones’ Aussage mehr Kafka als Heinlein zu verdanken haben, erschienen 1972 gesammelt in The Eye of the Lens.
Seine Anthologie The New S.F. (1969, deutsch Neue SF, 2 Bde.) gilt als beispielhafte Sammlung von Texten der New Wave.
Zusammen mit Michael Moorcock gab er die Anthologie The Nature of the Catastrophe (1971, erweiterte Neuausgabe als The New Nature of the Catastrophe, 1993) heraus.
1970 gab er eine rekonstruierte Fassung von Mervyn  Peakes Titus Alone heraus.

## Bibliographie
Sammlung
- The Eye of the Lens (1972)

Anthologien
- The New S.F. (1969)
  - Deutsch: Neue SF. 2 Bde. 1973. Bd. 1: Fischer Orbit #31, ISBN 3-436-01768-X. Bd. 2: Fischer Orbit #32, ISBN 3-436-01779-5.
- The Nature of the Catastrophe (1971, mit Michael Moorcock)
- The New Nature of the Catastrophe (1993, mit Michael Moorcock)

Kurzgeschichten
- Stormwater Tunnel (1964)
- I Remember, Anita … (1964)
- The Empathy Machine (1965)
- The Leveller (1965)
- The Music Makers (1965)
- Transient (1965)
  - Deutsch: Durchreise. In: Herbert W. Franke (Hrsg.): Science Fiction Story Reader 2. Heyne SF&F #3398, 1974, ISBN 3-453-30293-1.
- The Great Clock (1966)
  - Deutsch: Die große Uhr. In: Wolfgang Jeschke (Hrsg.): Die große Uhr. Heyne SF&F #3541, 1977, ISBN 3-453-30434-9.
- A Reverie of Bone (1967)
- Biographical Note on Ludwig Van Beethoven II (1968)
- The Coming of the Sun (1968)
- The Eye of the Lens (1968)
  - Deutsch: Der Blick durch die Linse. In: Joachim Körber (Hrsg.): Neue Welten. Sphinx (Edition 23), 1983, ISBN 3-85914-410-3.
- The Hall of Machines (1968)
  - Deutsch: Die Maschinen. In: Frank Rainer Scheck: Koitus 80. Kiepenheuer & Witsch, 1970.
- Symphony No. 6 in C Minor "The Tragic"-by Ludwig Van Beethoven II (1968)
  - Deutsch: Symphonie Nr. 6, c-Moll, 'Die Tragische', von Ludwig van Beethoven II. In: Wolfgang Jeschke (Hrsg.): Science Fiction Story Reader 5. Heyne SF&F #3473, 1975, ISBN 3-453-30355-5.
- The Garden of Delights (1969)
- The Time Machine (1969)
  - Deutsch: Die Zeitmaschine. In: Damon Knight (Hrsg.): Damon Knight's Collection 11. Fischer Orbit #29, 1973, ISBN 3-436-01769-8.
- Epilogue: Jerry and Miss Brunner at the Beginning (1993)